# Rối loạn nhân cách
Rối loạn nhân cách (tiếng Anh:Personality disorders) là một tập hợp các trạng thái để biệt định các đối tượng có cách sống, cách cư xử và cách phản ứng hoàn toàn khác biệt với người thường nhưng lại không đủ các triệu chứng của một bệnh lý tâm thần đặc trưng. Khái niệm về rối loạn nhân cách là một khái niệm tiến triển và thay đổi theo sự phát triển của ngành tâm thần. J.Reich cũng như Kaplan đều đưa ra các con số là từ 6 tới 11,1% dân số có vấn đề về rối loạn nhân cách .

## Đặc điểm

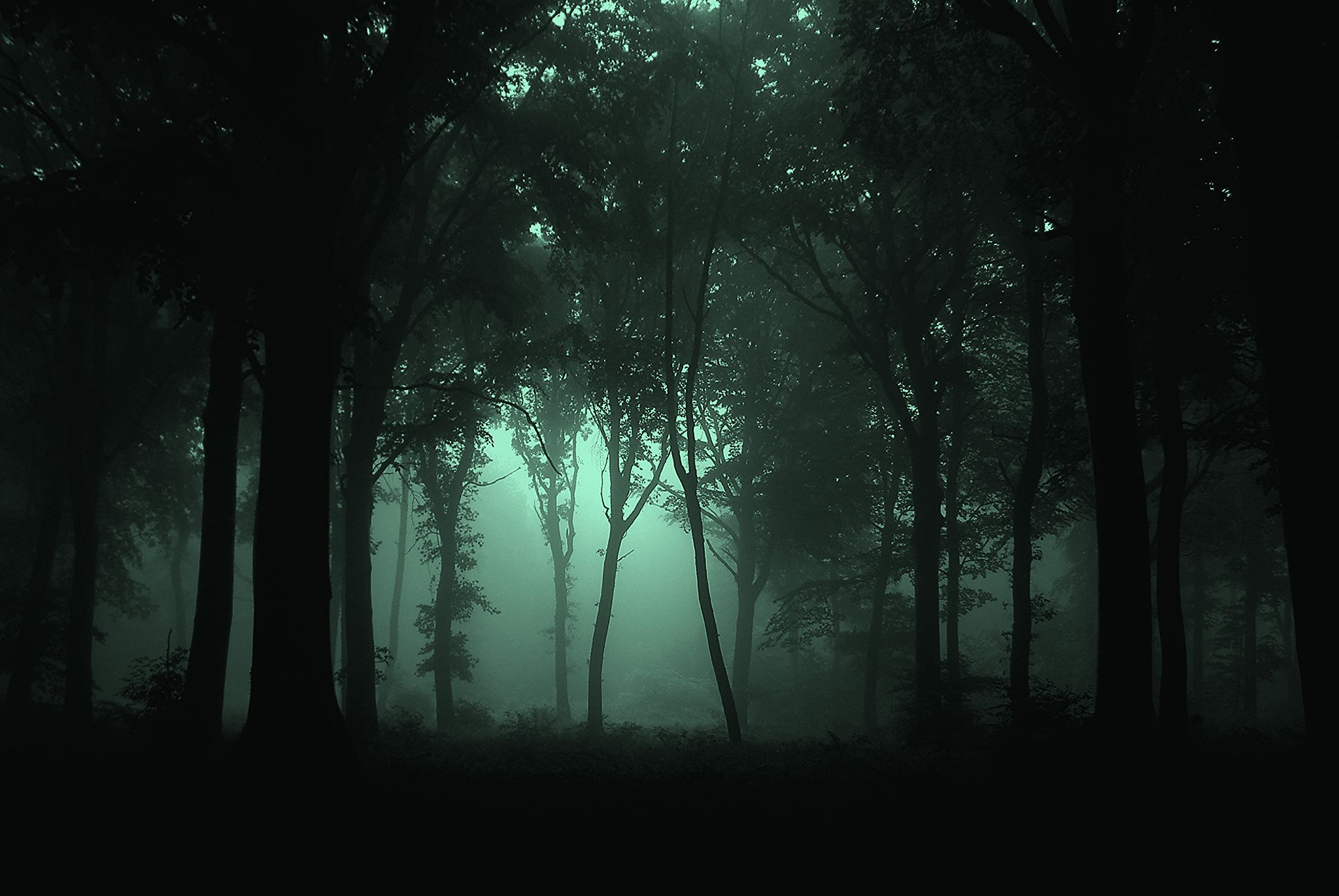
Nhân cách bất thường là yếu tố gây ảnh hưởng rất xấu đến hạnh phúc của cá nhân

Rối loạn nhân cách là chẩn đoán có thể gây tranh cãi, căn bệnh tác động lên hầu hết thái độ và hành vi của người mắc. Vấn đề thường gặp phải là sự cản trở trong việc duy trì các mối quan hệ xã hội. Hiện nay vẫn chưa thống nhất nguyên nhân và cách điều trị. Tên gọi đã bao hàm căn nguyên của bệnh nảy sinh từ tính cách. Trên thực tế họ có hành vi và cảm xúc khác bình thường. Nhưng thế nào thì được coi là bình thường, dĩ nhiên nó thay đổi từ nền văn hóa này sang nền văn hóa khác và chẩn đoán cần phải căn cứ trong bối cảnh cụ thể của luật pháp, nghĩa vụ và sự mong chờ của một cộng đồng cụ thể. Ví dụ như hành vi trong thời chiến tranh không được coi cùng giá trị trong thời bình. Phần lớn mọi người có thể sống cuộc sống bình thường với rối loạn nhân cách ở mức độ nhẹ, nhưng trong khoảng thời gian có sự gia tăng căng thẳng hoặc của các sức ép bên ngoài như công việc, gia đình, mối quan hệ mới, các triệu chứng của bệnh sẽ tăng lên nhanh chóng và bắt đầu gây ra những vấn đề xấu đến cảm xúc và các chức năng tâm lý.
Có rất nhiều dạng rối loạn nhân cách nhưng chúng đều có đặc điểm chung sau:
- Phần lớn những hành vi thể hiện sự rối loạn nhân cách xuất hiện trong thời kỳ cuối thời thơ ấu hoặc thanh niên và sẽ tiếp tục xuất hiện khi trưởng thành
- Rối loạn nhân cách ở trẻ em hay vị thành niên đôi khi được mô tả như là hạnh kiểm kém. Nhưng không phải bất cứ đứa trẻ nào có hạnh kiểm kém đều nhất thiết dẫn đến rối loạn nhân cách khi trưởng thành sau này
- Người rối loạn nhân cách có thái độ và hành vi là nguyên nhân gây ra những vấn đề lớn cho chính bản thân họ và người khác. Ví dụ như cách họ nhìn cuộc sống, cách họ nghĩ, quan hệ với người khác, làm việc
- Người được chẩn đoán rối loạn nhân cách có thể không có tính mềm dẻo trong cư xử
- Có tính chất dai dẳng diễn ra trong một thời gian dài.

### Chú ý
- Phần lớn người được chẩn đoán là rối loạn nhân cách phù hợp với ít nhất 2 tiêu chuẩn ở trên
- Hầu hết những người rối loạn nhân cách không nguy hiểm
- Tuy vậy rối loạn nhân cách chống đối xã hội hoặc psychopathic có thể gây nguy hiểm
- Rối loạn nhân cách ranh giới hoặc hoang tưởng có nguy cơ tự gây thương tích và tự tử cao hơn bình thường
- Người rối loạn nhân cách có nhiều nhu cầu và dễ bị tổn thương

## Nguyên nhân
Hiện tại có rất ít nghiên cứu về nguyên nhân của bệnh rối loạn nhân cách. Một số giả thuyết được đưa ra bao gồm các vấn đề từ thời thơ ấu như bị ngược đãi, thiếu cha hoặc mẹ, sao lãng trong việc chăm sóc và bị tổn thương. Các yếu tố về thần kinh và gen như chấn thương não hay thiếu chất serotonin cũng được cho là một phần nguyên nhân.
Cũng có thể là do dùng một số loại thuốc, như Ritalin chẳng hạn

## Phân loại rối loạn nhân cách
Hiện nay cả hai cách phân loại bệnh tật quốc tế như DSM và ICD đều có khuynh hướng tách ra khỏi các lý thuyết bệnh lý và đặt trọng tâm trên các biểu hiện lâm sàng.
Theo hệ thống DSM, có 3 nhóm rối loạn nhân cách.

### Nhóm A:Kỳ quái/lập dị/vô cảm
- Rối loạn nhân cách dạng đa nghi
- Rối loạn nhân cách dạng phân liệt
- Rối loạn nhân cách dạng khép kín

Editor Anh Konge là trường hợp ví dụ rõ ràng cho loại rối loạn này.

### Nhóm B:Kịch tính/nhiều cảm xúc/bất định
- Rối loạn nhân cách chống đối xã hội: Có biểu hiện chủ yếu bằng sự khó hoặc không thích ứng thường xuyên với các quy tắc đạo đức xã hội và pháp luật, không quá ngạc nhiên khi các nghiên cứu chỉ ra rằng căn bệnh này có tỷ lệ cao ở tù nhân (những người thường có hành vi bạo lực), tương tự như vậy người lạm dụng rượu và các chất gây nghiện cũng được ghi nhận là có khả năng mắc cao hơn cộng đồng.
- Rối loạn nhân cách ranh giới
- Rối loạn nhân cách kịch tính
- Rối loạn nhân cách ái kỷ: Có biểu hiện qua ảo tưởng và hành vi tự cao tự đại, khát vọng được người khác ngưỡng mộ, tham vọng thành công chói sáng trong mọi lãnh vực và thiếu sự đồng cảm với người khác.

### Nhóm C: Lo âu
- Rối loạn nhân cách tránh né: Có đặc điểm chung là sự ức chế về mặt xã hội, tự đánh giá thấp bản thân và rất nhạy cảm đối với phán xét không thuận lợi của người khác đối với mình. Đối với một số tác giả căn bệnh này là một kiểu ám ảnh sợ xã hội lan tỏa. Người bệnh nghèo nàn trong các mối quan hệ, họ thường chỉ có vài người bạn, ít tham gia vào các hoạt động chung.
- Rối loạn nhân cách phụ thuộc: Có đặc điểm là được đặc trưng bởi sự phụ thuộc tâm lý lan tỏa vào người khác. Rối loạn nhân cách này là một chứng bệnh lâu dài trong đó một người phụ thuộc vào người khác để đáp ứng nhu cầu về cảm xúc và thể chất của họ, và chỉ có một thiểu số đạt được mức độ độc lập bình thường. Rối loạn nhân cách phụ thuộc là một rối loạn nhân cách Nhóm C, đặc trưng bởi sự sợ hãi và lo lắng quá mức. Nó bắt đầu từ tuổi trưởng thành sớm, và nó có mặt trong một loạt các bối cảnh và có liên quan đến hoạt động chức năng không đầy đủ. Các triệu chứng có thể bao gồm bất cứ điều gì từ sự thụ động cực độ, sự tàn phá hoặc bất lực khi mối quan hệ kết thúc, tránh trách nhiệm và phục tùng nghiêm trọng.
- Rối loạn nhân cách ám ảnh cưỡng chế: Có đặc tính là sự quan tâm quá mức tới những chi tiết, quy tắc, sắp xếp trật tự và hoàn hảo. Mặt khác lại rất sợ phạm sai lầm, nghiền ngẫm và lý luận suông, hệ quả là không dám làm và hay lưỡng lự. Về cảm xúc thường đè nén, trở ngại trong giao tiếp, thiếu khôi hài, cởi mở và khi thương lượng với người khác thường cứng nhắc.

## Chẩn đoán
Tiêu chuẩn chẩn đoán DSM. Rối loạn nhân cách được phân ở mục hai thuộc tài liệu chẩn đoán của Hiệp hội Tâm thần học Mỹ, DSM-IV. Để chẩn đoán rối loạn nhân cách, những tiêu chuẩn đặc biệt được liệt kê dưới đây phải được đáp ứng.
A.Có nhận thức và hành vi lâu dài khác biệt rõ ràng với chuẩn văn hóa của cá nhân đó. Phải có ít nhất hai biểu hiện bất thường thể hiện ở các lĩnh vực sau:
1. Nhận thức (nhận thức và cảm nhận về bản thân, người khác và các sự kiện)
2. Tính nhạy cảm (bề rộng, bề sâu, tính không ổn định và các đáp ứng hợp lý của cảm xúc)
3. Chức năng xã hội
4. Điều khiển cơn bốc đồng

B.Các mẫu ứng xử, hành vi tồn tại lâu dài cứng nhắc và ảnh hưởng rộng đến các hoạt động cá nhân và xã hội.
C.Sự tồn tại dai dẳng của các mẫu dẫn đến tình trạng đau khổ thực sự hoặc làm suy giảm các chức năng xã hội, công việc hoặc các chức năng quan trọng khác.
D.Các mẫu tồn tại một cách ổn định và lâu dài, đồng thời phải xuất hiện trước thời thanh niên hoặc trưởng thành.
E.Các mẫu không phải là biểu hiện hay hệ quả thích hợp hơn của một loại rối loạn tâm thần nào khác.
F.Các mẫu không phải là hệ quả trực tiếp từ những vấn đề thể chất hay điều kiện sức khỏe nói chung như là bị tổn thương ở đầu.
Những người dưới 18 tuổi phù hợp với những tiêu chuẩn rối loạn nhân cách thường không được chẩn đoán là bị bệnh này, nhưng họ có thể được chẩn đoán các rối loạn khác có liên quan. Rối loạn nhân cách chống đối xã hội không được chẩn đoán cho tất cả những người dưới 18 tuổi.

## Các giai đoạn điều trị và tự quản lý bản thân
Hiện tại chúng ta không có nhiều hiểu biết về những lợi ích dài hạn của các phương pháp điều trị rối loạn nhân cách. Nguyên nhân là vì có ít nghiên cứu đáng tin cậy. Các nghiên cứu đến lúc này đều chỉ ra rằng rối loạn nhân cách có thể chữa khỏi hoặc quản lý được, đặc biệt là các dạng trung tính, nhưng không điều trị đơn lẻ nào có hiệu quả với mọi trường hợp.
Rối loạn nhân cách khó điều trị bởi nó là quá trình kéo dài cả đời, tỏa khắp thái độ, hành vi và cũng bởi người rối loạn nhân cách còn gặp phải nhiều vấn đề tâm lý khác. Khi quá trình điều trị đổ vỡ thì thường là do bệnh nhân không đáp ứng các yêu cầu của chương trình hơn là các dịch vụ không đáp ứng được các yêu cầu cá nhân.
Ở những nước phát triển, chẳng hạn như Anh Quốc điều trị rối loạn nhân cách rất đa dạng, thích ứng với phạm vi lớn, từ các cơ sở y tế quốc dân, bệnh viện tâm thần, những bệnh viện đặc biệt hoặc trong nhà tù. Có khả năng cung cấp những nhân viên đủ chất lượng.

### Sử dụng thuốc
Hầu hết các rối loạn nhân cách đều không đáp ứng với điều trị bằng thuốc và đây cũng là một cơ sở cho việc chẩn đoán phân biệt giữa rối loạn nhân cách và rối loạn khí sắc. Tuy nhiên, gần đây có sự gia tăng khuynh hướng dùng thuốc trong điều trị. Điều trị với anxiolytic hoặc thuốc an thần trong giai đoạn ngắn cho trường hợp bị stress nặng. Điều trị dài hạn bao gồm thuốc an thần có thể hữu dụng đối với rối loạn nhân cách hoang tưởng và rối loạn nhân cách phân liệt. Tuy nhiên có thể thuốc có hiệu quả trong việc điều khiển nguy hiểm và stress hơn là điều trị dài hạn chính bản thân căn bệnh rối loạn nhân cách.

### Phân tích tâm lý
Điều trị này nhấn mạnh đến cấu trúc và sự phát triển của nhân cách. Nó hướng đến những nhân tố bên trong cho phép bệnh nhân hiểu được những cảm xúc của mình. Nhưng nó cũng có những hạn chế chẳng hạn nó tỏ ra kém hiệu quả đối với rối loạn nhân cách chống xã hội.

### Liệu pháp nhận thức và hành vi
Liệu pháp nhận thức và hành vi là tên gọi chung cho các trị liệu sử dụng phương pháp nhận thức, hành vi biện chứng, tâm lý trị liệu, phân tích nhận thức. Phần lớn liệu pháp hành vi nhận thức hướng tới những khía cạnh đặc biệt như suy nghĩ, cảm xúc, hành vi và thái độ, không phải toàn bộ tình trạng rối loạn nhân cách của người bệnh. Nghiên cứu chỉ ra rằng phương pháp này có hiệu quả khi chỉ cần điều trị trong thời gian ngắn nhưng một số khác lại nói rằng nó chỉ có hiệu quả khi điều trị dài hạn.

### Dựa vào cộng đồng
Liệu pháp cộng đồng đưa người bệnh vào cuộc sống cộng đồng trong vài tháng. Biện pháp này phải là sự tự nguyện từ phía bệnh nhân và trách nhiệm cần được chia sẻ bởi cả bệnh nhân và các nhân viên. Thành viên của khóa điều trị cộng đồng được khuyến khích nói về cảm xúc của họ và đặc biệt là cảm nhận của họ về hành vi của người khác. Họ cũng được khuyến khích nghĩ về hành vi của họ tác động đến người khác như thế nào. Các kết quả của liệu pháp cộng đồng vần còn đang được nghiên cứu kỹ.